# Dinómenes de Gela
Dinómenes (o Dinomenes, Deinomenes en griego antiguo: Δεινομένης, romanizado: Dinomĕnes) (n. circa 555 a. C.)  fue el padre de Gelón I, Hierón I y Trasíbulo, tres tiranos de Siracusa. Según Jenágoras, su padre se llamaba Moloso. Uno de sus antepasados, Telines, fue nombrado «sumo sacerdote de las Diosas subterráneas», función que desempeñaron sus descendientes.
Según Plutarco, Dinómenes de Sicilia consultó al oráculo de Delfos sobre sus hijos, y el dios   respondió que los tres reinarían como tiranos. Dinómenes replicó, «peor para ellos», a lo que el dios respondió «eso también». De hecho, Gelón sufrió de edema, Hierón de cálculo renal y Trasíbulo tuvo su reinado perturbado por revoluciones y guerras, y pronto perdió su tiranía.
Según Heródoto, los antepasados de Gelón, hijo de Dinómenes, procedían de la isla de Tilos, situada cerca de Triopio, y cuando Gela fue fundada por los lindios, procedentes con Antifemo, de  Rodas,  siguió su camino. Uno de sus descendientes, llamado Telines, se convirtió en sacerdote de la diosa Gea, y el cargo continuó en sus descendientes. Dinómenes era descendiente de Telines, como su hijo Gelón.